# 圣若望门 (圣吉米尼亚诺)
43°27′52.97″N 11°02′33.55″E / 43.4647139°N 11.0426528°E

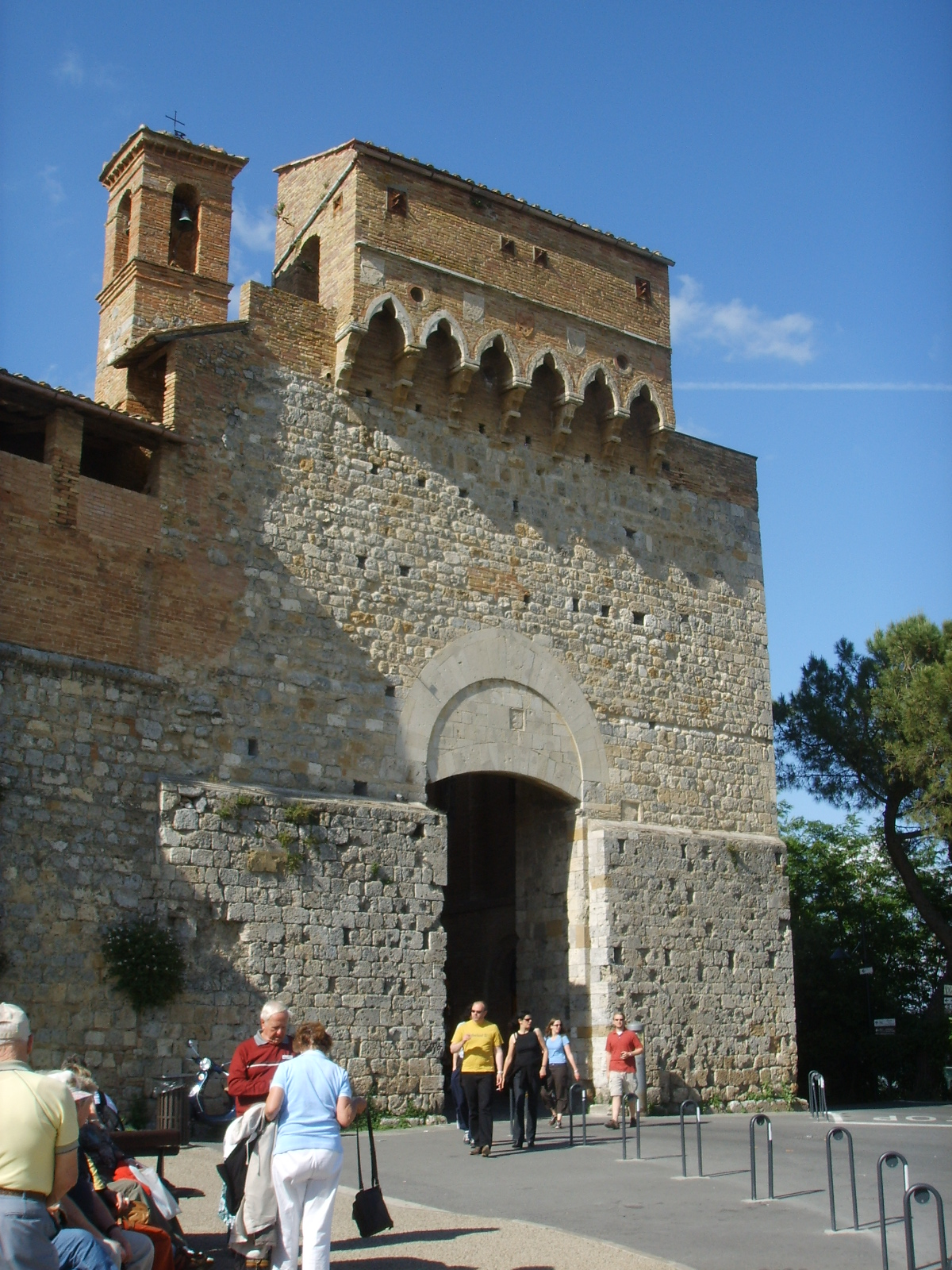
圣若望门

圣若望门（Porta San Giovanni）是意大利圣吉米尼亚诺城墙上最重要的一个城门。
圣若望门建于1262年，是圣吉米尼亚诺最雄伟的城门。

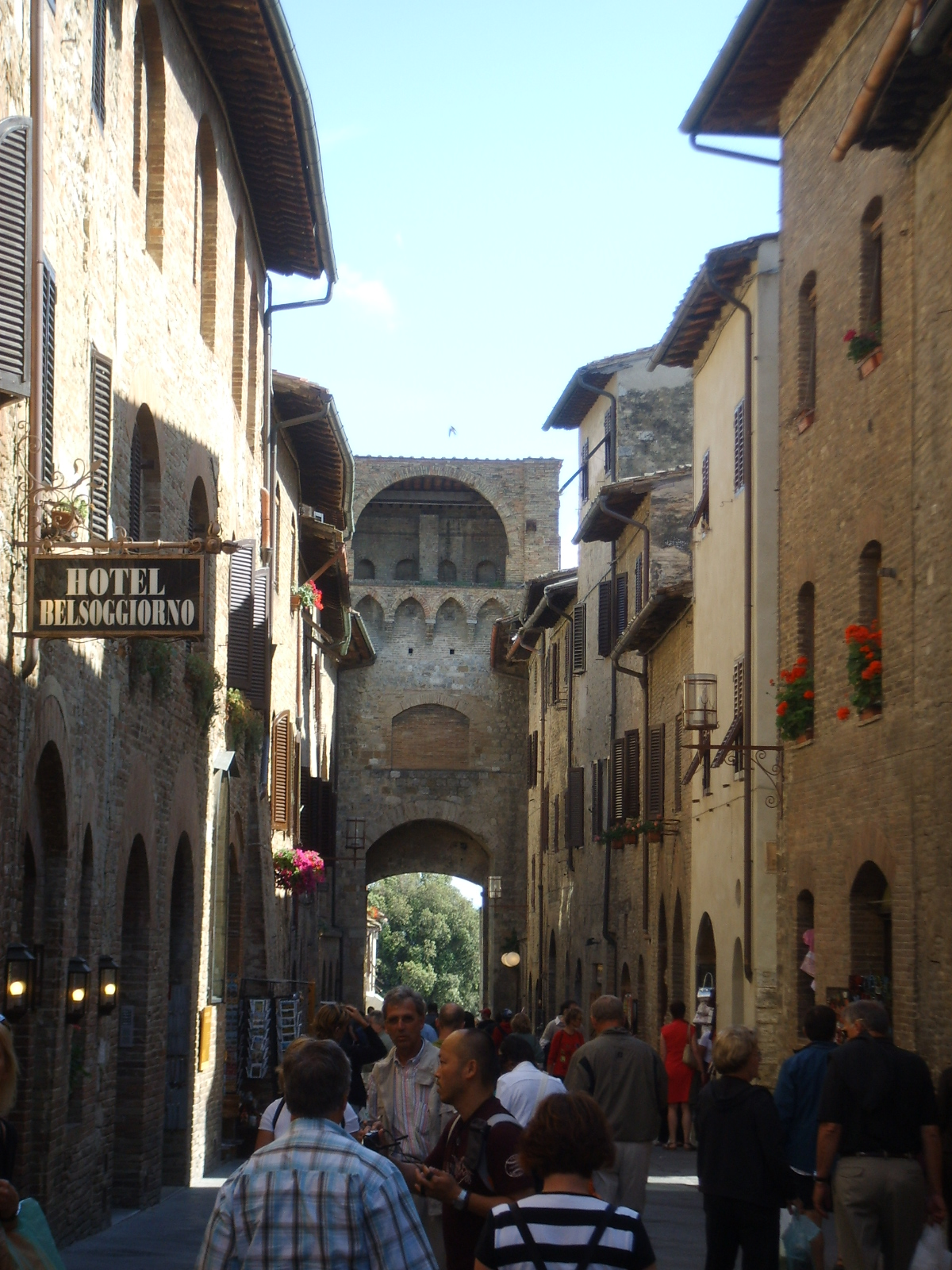
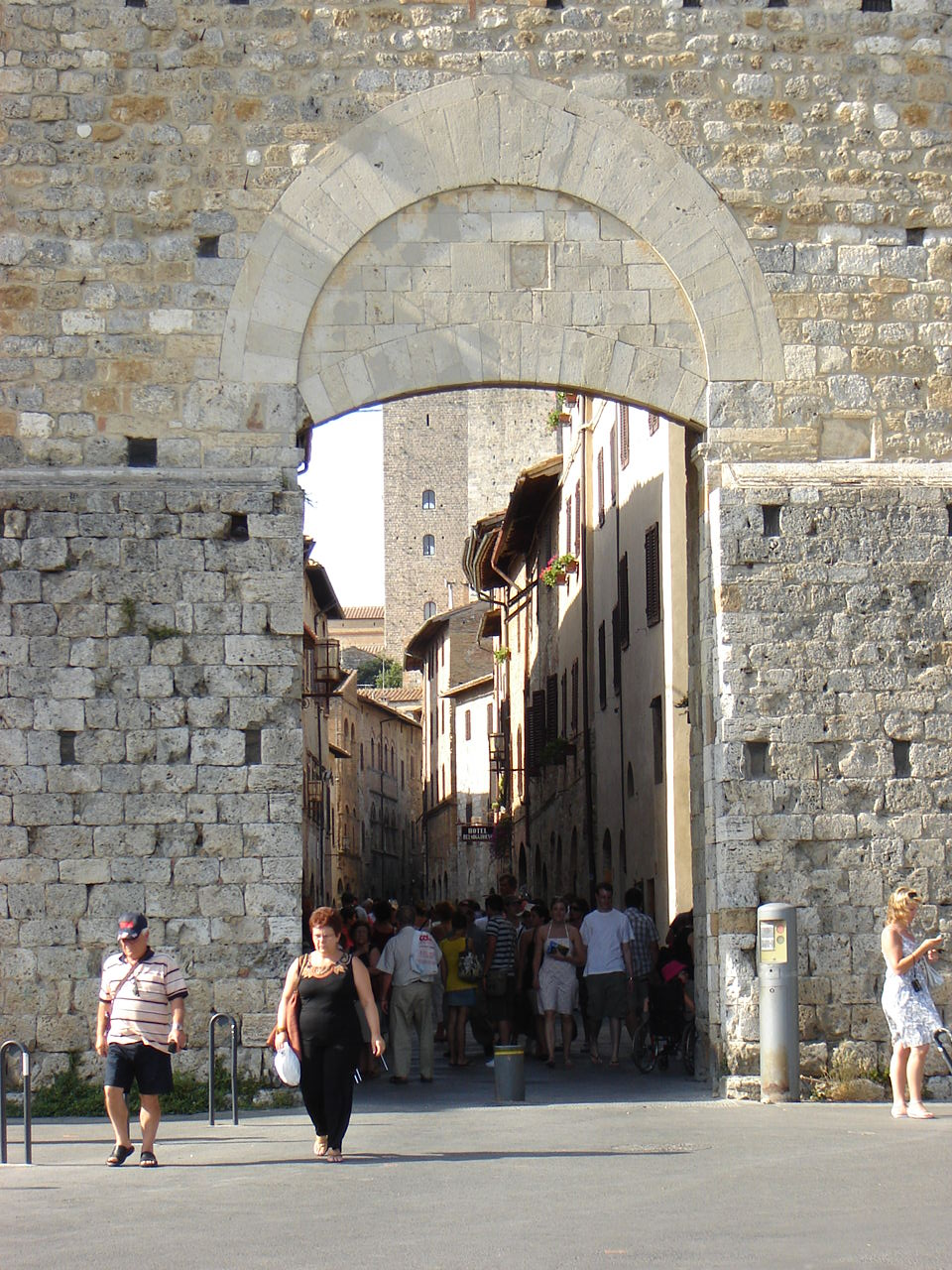